# Модуль стоку
Мо́дуль сто́ку — кількість води, що стікає за одиницю часу з одиниці площі водозбірного басейну. Є відношенням витрат води на площу водозбору, одиниці вимірювання — л/с на км² або м³ на км². 
Розрізняють: модуль поверхневого стоку, найбільшого і найменшого стоку за якийсь період, загальний сумарний.